# Pilatos (romance)
Pilatos é um romance brasileiro de 1974, de autoria de Carlos Heitor Cony 

## Personagens principais
- Homem que carrega o órgão sexual amputado em um vidro de compota - É o narrador e protagonista da história, que num único momento revela o seu nome ou suposto nome - Álvaro Picadura. Era um pequeno funcionário de tipografia que foi atropelado e levado a um hospital de indigentes, teve o pênis, a que chamava de Herodes,amputado e colocado pelos médicos num vidro de compota. Ficou dois meses no hospital e com isso perdeu seu quarto (alugado) e emprego, ficando completamente sem bens ou posses. O referido vidro se tornou seu único pertence e motivou um pacto consigo próprio de ficar com o objeto.
- Joaquim dos Passos - Companheiro de jornada do protagonista, é anticomunista e se diz um fascista ou "socialista de direita". Gosta de escrever pequenas histórias seguindo um estilo que define como "folhetim,aventura e escatologia". Sofre de "furor fálico", o que lhe causa muitas ereções durante o dia, incomodando seus companheiros de moradia ou prisão.
- O Grande Arquimandrita - Diz que seu nome é Filipi-Georges de Theodorou Fahmé, alegando ser filho do rei Georges Fahmé, do Líbano. Também se diz democrata, detentor de vários cargos aristocráticos e eclesiásticos (o que inspira a forma pelo qual ficou conhecido pelos outros) e possuidor de muitos diplomas. Conheceu o protagonista durante a época em que estiveram presos.
- Sic transit - Homem muito velho e eternamente faminto que os protagonistas encontram na cadeia. Não diz o seu nome verdadeiro então os outros o chamam de Sic Transit, da expressão latina Sic transit gloria mundi dita por Dos Passos.
- Otávio - Jovem companheiro de cadeia dos protagonistas, dorme o tempo todo e fala pouco. Depois que sai da cadeia, se descobre que ele é viciado em drogas e é membro de uma quadrilha de assaltantes de bancos que roubam para manter o vício.
- Funcionária da Caixa Econômica - Mulher entre 50 e 60 anos, que se declara lésbica e virgem mas que possui uma estranha atração pelo protagonista e seu órgão amputado, convidando-o para encontros na casa dela e dando-lhe dinheiro a cada vez.
- Fernandes - Proprietário da "Hospedaria Gonçalves" na qual não havia camas mas um grande banco encostado na parede e uma corda colocada a um palmo dos hóspedes, na qual se apoiavam para dormir. Às seis da manhã ele retirava a corda e os hóspedes que ainda dormiam, desabavam no chão, prática apelidada pelo protagonista de "tombo do Gonçalves".

## Enredo
Um homem solitário e pequeno funcionário sofre um acidente de trânsito e acorda num hospital para indigentes e pacientes terminais. Aos poucos descobre que tivera o órgão sexual amputado e que o mesmo agora jazia num vidro na mesinha ao seu lado. Depois de dois meses, consegue sair da internação e vagueia pelas ruas do Rio de Janeiro, carregando o seu vidro. Ele acaba ficando amigo de Dos Passos mas é preso quando esse companheiro causa uma confusão num baile. Ao perguntar por ele na delegacia, Dos Passos acaba sendo preso também e os dois conhecem outros estranhos companheiros de cela. Ao sair, os homens tentam permanecer juntos mas a união acaba em vários acontecimentos trágicos.